# President's Cup 1971
De President's Cup 1971 (officiële naam President's Cup Football Tournament) was de 1e editie van de President's Cup, later Korea Cup genoemd. Het toernooi werd gehouden van 2 tot en met 15 mei. Het is onduidelijk op welke datum de wedstrijden in groep 2 gespeeld werden. Aan het toernooi deden 8 landen mee. Zuid-Korea en Birma bereikten de finale. Deze eindigde in 0−0. Ook in de replay werd niet gescoord, waardoor beide landen de titel kregen. Indonesië werd derde.

## Groepsfase

### Groep 1
| Pos | Land           | Wed | Win | Gel | Ver | DV | DT | +/− | Pnt |
| --- | -------------- | --- | --- | --- | --- | -- | -- | --- | --- |
| 1   | Zuid-Korea     | 3   | 2   | 0   | 1   | 8  | 7  | +7  | 6   |
| 2   | Maleisië       | 3   | 2   | 0   | 1   | 8  | 7  | +1  | 4   |
| 3   | Thailand       | 3   | 1   | 0   | 2   | 5  | 8  | –3  | 2   |
| 3   | Khmerrepubliek | 3   | 0   | 0   | 3   | 4  | 9  | –5  | 0   |

|                                             |                   |       |          |                      |
| 2 mei 1971 «onderlinge duels» 15:00 (UTC+9) | Zuid-Korea        | 1 – 0 | Thailand | Seoul Stadion, Seoul |
| 2 mei 1971 «onderlinge duels» 15:00 (UTC+9) | Park Li-Cheon 73' |       |          | Seoul Stadion, Seoul |

|                                             |          |       |                |                      |
| 3 mei 1971 «onderlinge duels» 18:00 (UTC+9) | Maleisië | 3 – 1 | Khmerrepubliek | Seoul Stadion, Seoul |
| 3 mei 1971 «onderlinge duels» 18:00 (UTC+9) |          |       |                | Seoul Stadion, Seoul |

|                                             |          |       |                |                      |
| 5 mei 1971 «onderlinge duels» 19:50 (UTC+9) | Thailand | 4 – 3 | Khmerrepubliek | Seoul Stadion, Seoul |
| 5 mei 1971 «onderlinge duels» 19:50 (UTC+9) |          |       |                | Seoul Stadion, Seoul |

|                                             |                                                                             |       |          |                      |
| 6 mei 1971 «onderlinge duels» 19:50 (UTC+9) | Zuid-Korea                                                                  | 5 – 1 | Maleisië | Seoul Stadion, Seoul |
| 6 mei 1971 «onderlinge duels» 19:50 (UTC+9) | Chung Kang-Ji 15', 37' Park Li-Cheon 22' Kim Ki-Bok 44' Chung Kyu-Poong 64' |       | ? 48'    | Seoul Stadion, Seoul |

|                                             |          |                                                              |          |                      |
| 8 mei 1971 «onderlinge duels» 15:00 (UTC+9) | Thailand | 1 – 4                                                        | Maleisië | Seoul Stadion, Seoul |
| 8 mei 1971 «onderlinge duels» 15:00 (UTC+9) |          | Wong Choon Wah 12' 58' Chan Kok Leong 50' Namat Abdullah 72' |          | Seoul Stadion, Seoul |

|                                             |            |       |                |                      |
| 9 mei 1971 «onderlinge duels» 16:50 (UTC+9) | Zuid-Korea | 2 – 0 | Khmerrepubliek | Seoul Stadion, Seoul |
| 9 mei 1971 «onderlinge duels» 16:50 (UTC+9) |            |       |                | Seoul Stadion, Seoul |

### Groep 2
| Pos | Land         | Wed | Win | Gel | Ver | DV | DT | +/− | Pnt |
| --- | ------------ | --- | --- | --- | --- | -- | -- | --- | --- |
| 1   | Birma        | 3   | 3   | 0   | 0   | 7  | 1  | +6  | 6   |
| 2   | Indonesië    | 3   | 2   | 0   | 1   | 12 | 5  | +7  | 4   |
| 3   | Hongkong     | 3   | 1   | 0   | 2   | 3  | 4  | –1  | 2   |
| 3   | Zuid-Vietnam | 3   | 0   | 0   | 3   | 1  | 13 | –12 | 0   |

|                                             |           |       |              |                      |
| 2 mei 1971 «onderlinge duels» 16:30 (UTC+9) | Indonesië | 9 – 1 | Zuid-Vietnam | Seoul Stadion, Seoul |
| 2 mei 1971 «onderlinge duels» 16:30 (UTC+9) | ?         |       |              | Seoul Stadion, Seoul |

|                                             |       |       |          |                      |
| 3 mei 1971 «onderlinge duels» 19:50 (UTC+9) | Birma | 2 – 0 | Hongkong | Seoul Stadion, Seoul |
| 3 mei 1971 «onderlinge duels» 19:50 (UTC+9) |       |       |          | Seoul Stadion, Seoul |

|                                             |          |       |           |                      |
| 5 mei 1971 «onderlinge duels» 18:00 (UTC+9) | Hongkong | 1 – 2 | Indonesië | Seoul Stadion, Seoul |
| 5 mei 1971 «onderlinge duels» 18:00 (UTC+9) |          | ?     |           | Seoul Stadion, Seoul |

|                                             |              |       |       |                      |
| 6 mei 1971 «onderlinge duels» 18:00 (UTC+9) | Zuid-Vietnam | 0 – 2 | Birma | Seoul Stadion, Seoul |
| 6 mei 1971 «onderlinge duels» 18:00 (UTC+9) |              |       |       | Seoul Stadion, Seoul |

|                                             |                                       |       |           |                      |
| 8 mei 1971 «onderlinge duels» 16:50 (UTC+9) | Birma                                 | 3 – 1 | Indonesië | Seoul Stadion, Seoul |
| 8 mei 1971 «onderlinge duels» 16:50 (UTC+9) | Aye Maung 70' Win Maung 56' (pen) 87' |       |           | Seoul Stadion, Seoul |

|                                             |          |       |              |                      |
| 9 mei 1971 «onderlinge duels» 15:00 (UTC+9) | Hongkong | 2 – 0 | Zuid-Vietnam | Seoul Stadion, Seoul |
| 9 mei 1971 «onderlinge duels» 15:00 (UTC+9) |          |       |              | Seoul Stadion, Seoul |

## Knock-outfase
|  | Halve finale | Halve finale | Halve finale |   |  | Finale     | Finale | Finale |  |       | Replay | Replay     | Replay |
|  |              |              |              |   |  |            |        |        |  |       |        |            |        |
|  | A1           | Zuid-Korea   | 3            |   |  |            |        |        |  |       |        |            |        |
|  | B2           | Indonesië    | 0            |   |  |            |        |        |  |       |        | Zuid-Korea | 0      |
|  |              |              |              |   |  | Zuid-Korea | 0      |        |  | Birma | 0      |            |        |
|  |              |              | Birma        | 0 |  |            |        |        |  |       |        |            |        |
|  | B1           | Birma        | 6            |   |  |            |        |        |  |       |        |            |        |
|  | A2           | Maleisië     | 1            |   |  |            |        |        |  |       |        |            |        |

### Halve finale
|                                |                                           |       |           |                      |
| 11 mei 1971 «onderlinge duels» | Zuid-Korea                                | 3 – 0 | Indonesië | Seoul Stadion, Seoul |
| 11 mei 1971 «onderlinge duels» | Chung Kyu-Poong 12', 66' Lee Hoi-Taek 31' |       |           | Seoul Stadion, Seoul |

|                                |       |       |          |                      |
| 11 mei 1971 «onderlinge duels» | Birma | 6 – 1 | Maleisië | Seoul Stadion, Seoul |
| 11 mei 1971 «onderlinge duels» |       |       |          | Seoul Stadion, Seoul |

### Troostfinale
|                                              |           |       |          |                      |
| 13 mei 1971 «onderlinge duels» 17:00 (UTC+9) | Indonesië | 4 – 2 | Maleisië | Seoul Stadion, Seoul |
| 13 mei 1971 «onderlinge duels» 17:00 (UTC+9) |           |       |          | Seoul Stadion, Seoul |

### Finale
|                                              |            |       |       |                      |
| 13 mei 1971 «onderlinge duels» 18:50 (UTC+9) | Zuid-Korea | 0 – 0 | Birma | Seoul Stadion, Seoul |
| 13 mei 1971 «onderlinge duels» 18:50 (UTC+9) |            |       |       | Seoul Stadion, Seoul |

Replay
|                                              |            |              |       |                      |
| 15 mei 1971 «onderlinge duels» 15:00 (UTC+9) | Zuid-Korea | 0 – 0 (n.v.) | Birma | Seoul Stadion, Seoul |
| 15 mei 1971 «onderlinge duels» 15:00 (UTC+9) |            |              |       | Seoul Stadion, Seoul |

| Winnaar President's Cup 1971 |
| ---------------------------- |
|                              |
| Zuid-Korea 1e titel          |

| Winnaar President's Cup 1971 |
| ---------------------------- |
|                              |
| Birma 1e titel               |